# Fernando Telechea
Fernando Telechea (Balcarce, 6 ottobre 1981) è un ex calciatore argentino, di ruolo attaccante.